# 음력 4월 21일
음력 4월 21일은 음력 4월의 21번째 날이다.

## 탄생
- 1910년 - 대한민국의 수필가, 시인 피천득.
- 1951년 - 대한민국의 배우 김영애.
- 1973년
  - 대한민국의 배우 김성수.
  - 대한민국의 배우 최문수.
- 1979년 - 대한민국의 가수, 뮤지컬 배우 이희진(베이비복스).
- 1989년 - 대한민국의 배우 안재홍.
- 1990년 - 대한민국의 가수 이종현(씨엔블루).
- 1991년
  - 대한민국의 배우 조이현.
  - 대한민국의 배우 김유리.
  - 대한민국의 가수 혜이니.
- 1993년 - 대한민국의 가수 현성 (보이프렌드).
- 1994년 - 대한민국의 배우 심은경.
- 1999년 - 대한민국의 배우 김소현.

## 사망
- 2013년 - 대한민국의 방송인, DJ 이종환.

## 같이 보기
- 음력 360일: 1월 2월 3월 4월 5월 6월 7월 8월 9월 10월 11월 12월
- 전날:4월 20일 다음날:4월 22일 - 전달:3월 21일 다음달:5월 21일
- 양력:4월 21일
- 음력, 윤달